# Myszowiórka karłowata
Myszowiórka karłowata (Myosciurus pumilio) – gatunek ssaka z rodziny wiewiórkowatych zamieszkujący nizinne tereny lasów tropikalnych w Kamerunie, Kongo, Gwinei Równikowej i w Gabonie. Jedyny przedstawiciel rodzaju myszowiórka (Myosciurus). Międzynarodowa Unia Ochrony Przyrody (IUCN) wymienia myszowiórkę karłowatą w Czerwonej księdze gatunków zagrożonych jako gatunek najmniejszej troski.

## Budowa ciała
Myszowiórkę karłowatą charakteryzują niezwykle małe – w stosunku do innych afrykańskich wiewiórkowatych – rozmiary. Tułów wraz z głową osiąga długość poniżej 75 mm, zaś ogon mniej niż 60 mm. Cześć grzbietowa okryta jest miękkim, szarobrązowym futerkiem, a część brzuszna jest wyraźnie jaśniejsza – oliwkowo-biała. Krawędzie powiek i uszu są wybarwione na biało. Zwierzę wykazuje nieznaczne cechy dymorfizmu płciowego.

## Tryb życia
Myszowiórki karłowate wiodą samotniczy tryb życia, ale tolerują bliskie sąsiedztwo innych osobników swojego gatunku. W sytuacji zagrożenia ostrzegają się wzajemnie dźwiękiem. Żerują w ciągu dnia.

## Rozmieszczenie geograficzne
Przedstawiciele gatunku zamieszkują nizinne tereny środkowoafrykańskich lasów tropikalnych w: Kamerunie, północno-zachodnim Kongo, Gwinei Równikowej (Mbini i Bioko) i w Gabonie.

## Ekologia
Myszowiórki karłowate żywią się korą drzew, grzybami i owadami (mrówki i termity). Zagrożeniem dla gatunku jest wylesianie siedlisk. 

### Siedlisko
Gatunek zamieszkuje różne rodzaje lasów w obrębie swojego zasięgu geograficznego. Wspinają się na pnie rosnących drzew, a także tych powalonych na ziemię. Potrafią się wspinać wysoko, ale występują głównie na niższych poziomach.